# Víctor González Peña
Víctor Alfredo González Peña (Salento, 16 de julio de 1933-Armenia, 24 de septiembre de 2018) fue un director y actor de teatro, televisión colombiano. Era reconocido por destacar varias producciones nacionales.

## Biografía
Nació en la zona rural de Salento, Quindío. Estudió artes escénicas en la Universidad Obrera de Colombia en 1955 y tuvo sus inicios en los medios de comunicación en 1960 cuando se vinculó a las cadenas radiales Todelar Radio, RCN Radio y Caracol Radio como radioactor. Entre su trayectoria trabajó para la televisión colombiana en empresas como Producciones PUNCH, RTI Televisión, Colombiana de Televisión, Promec, entre otras.
Fue reconocido por su participación en la famosa radionovela Kalimán, donde realizó diversos papeles antagónicos. Asimismo, es recordado por sus personajes para series y dramatizados como Caso juzgado, Dialogando, Teatro popular Caracol, Revivamos nuestra historia, Bolívar, El hombre de las dificultades, El cuento del domingo, La rebelión de las ratas, Amar y vivir, Siguiendo el rastro, entre muchos otros.
En sus últimos años dirigió y actuó en proyectos de carácter independiente para cine y televisión, además cumple su sueño de capacitar jóvenes talentos en formación actoral y técnica para televisión. Falleció en Armenia el 24 de septiembre de 2018 tras de complicarse su salud.

## Filmografía
- Kalimán
- Caso juzgado
- Revivamos nuestra historia
- El hombre de las dificultades
- El cuento del domingo
- Amar y vivir
- Siguiendo el rastro